# St. Peter und Paul (Donndorf)

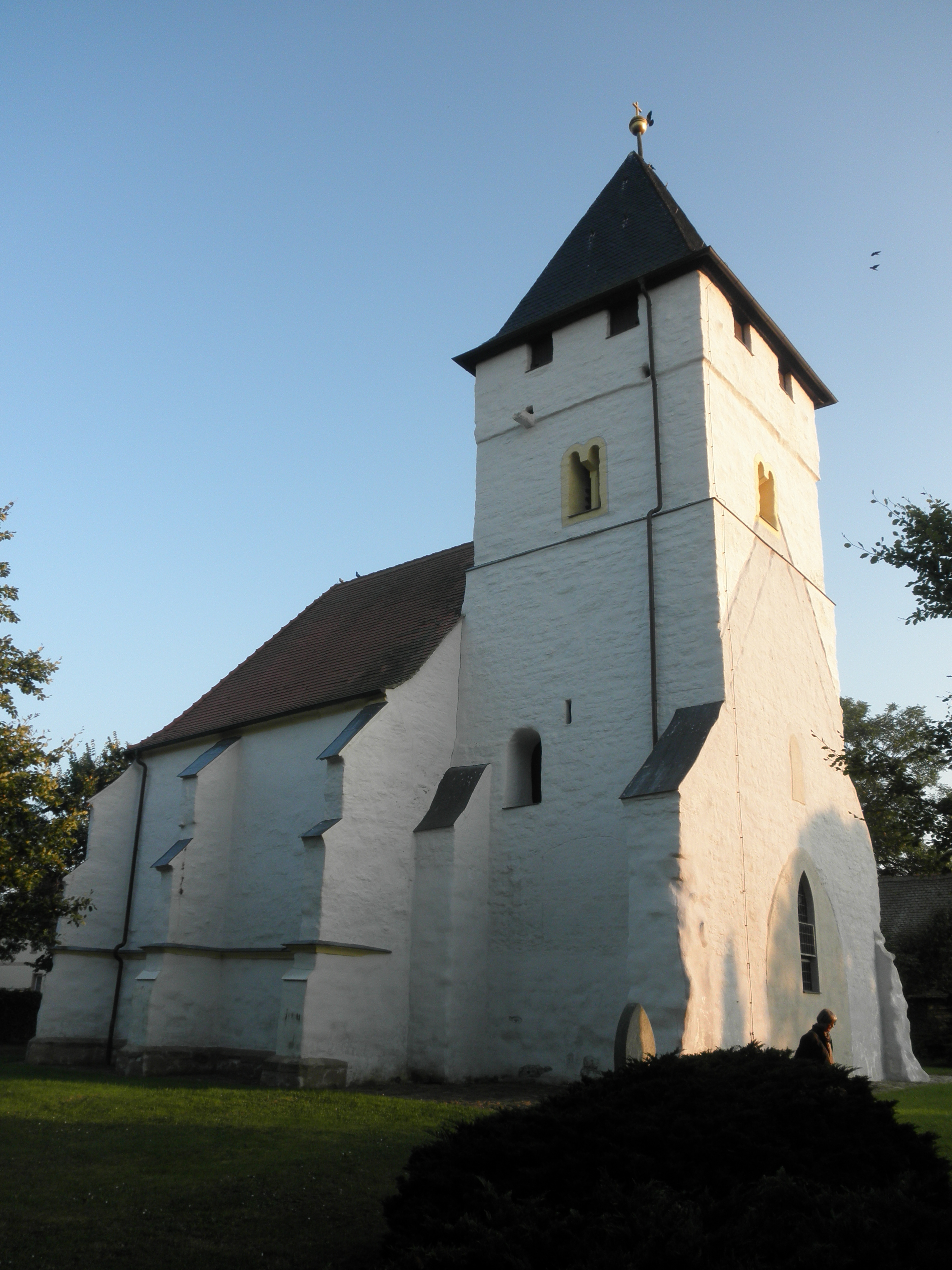
Alte Kirche St. Peter und Paul

In Donndorf, einem Ortsteil der Stadt Roßleben-Wiehe im Kyffhäuserkreis (Thüringen), sind zwei evangelische Kirchen nach den heiligen St. Peter und Paul benannt.

## Alte Kirche St. Peter und Paul
Die alte Kirche St. Peter und Paul wurde 1253 urkundlich als Pfarrkirche erwähnt, sie steht auf dem alten Friedhof.
51° 17′ 49″ N, 11° 22′ 37″ O
Nach dem Abbruch des Schiffes im frühen 19. Jahrhundert ist nur noch der quadratische Chorturm des 13. Jahrhunderts und der breitere mit 5/8 Polygon schließende Chor des 14. Jahrhunderts erhalten. Der spitzbogige Triumphbogen ist in der Vermauerung erkennbar. Das Glockengeschoss mit gekuppelten rundbogigen Klangarkaden springt zurück. Das darüber befindliche gotische Geschoss springt leicht vor, die Fenster waren wohl ursprünglich spitzbogig. Im Chor wurde ein Kreuzrippengewölbe eingezogen, im Chorturm befindet sich eine Balkendecke.
Der spätgotische Schnitzaltar wurde nach der Mitte des 15. Jahrhunderts angefertigt und 1956 umfangreich restauriert. Im Mittelteil sind die Marienkrönung und sechs Apostel zu sehen, an den Flügeln befinden sich je drei weibliche und männliche Heilige, die Predella mit dem Schweißtuch der Veronika ist bemalt.

## Neue Kirche St. Peter und Paul

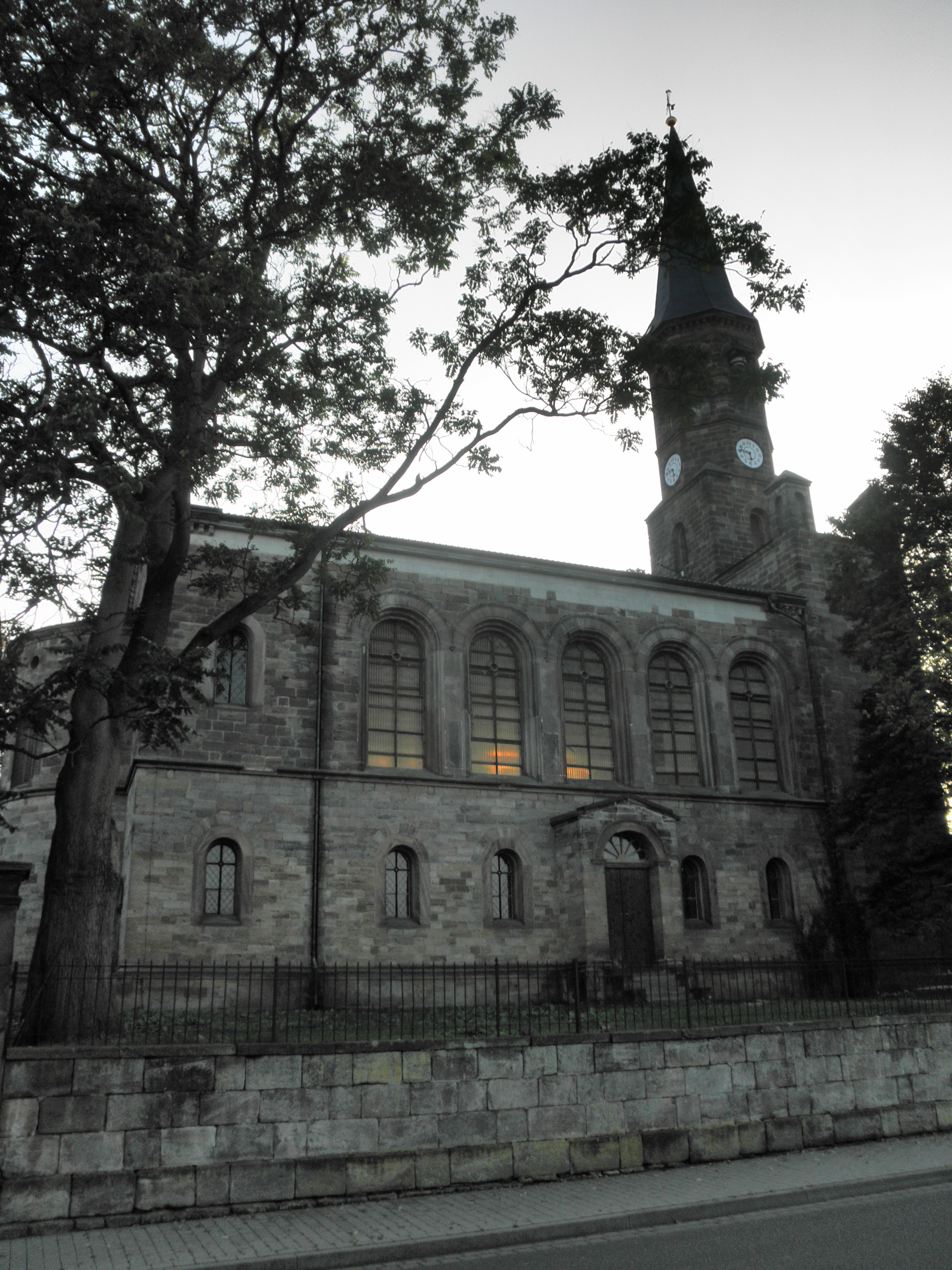
Neue Kirche St. Peter und Paul

Die neue Kirche St. Peter und Paul ist eine große Saalkirche mit eingezogenem Chor und Apsis. Sie wurde 1856 vermutlich in Anlehnung an Entwürfe von Karl Friedrich Schinkel im Rundbogenstil gebaut.51° 17′ 34″ N, 11° 22′ 19″ O Die Einweihung erfolgte am 18. Mai 1856. Die in der oberen Mauerkrone eingelassene Dachtraufe wurde lange nicht gesäubert und so drang Wasser in das Gebäude ein und zerstörte es teilweise. Am 17. August 1978 brach das Dach zusammen und stürzte in das Schiff. Die beschädigte Turmspitze wurde am 20. und 21. September abgetragen. Bis 1995 stand das Gebäude weitgehend ungesichert an seinem Platz, bei umfangreichen Sanierungs- und Sicherungsmaßnahmen erhielten sowohl der Turm, als auch das Schiff neue Dächer.
Die Gemeinde gehört zum Kirchenkreis Eisleben-Sömmerda der Evangelischen Kirche in Mitteldeutschland.